# ائتمان الكربون

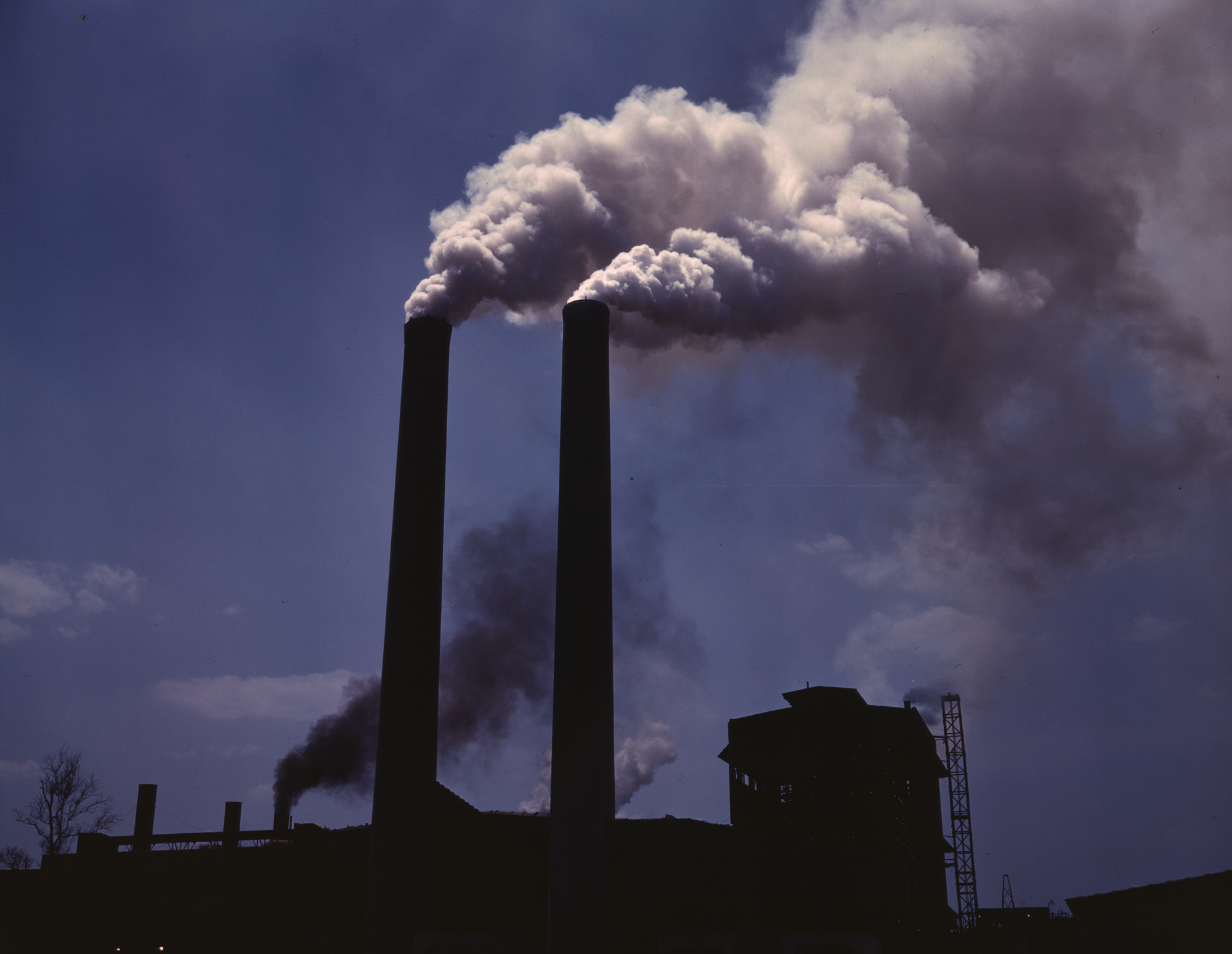

يعتبر الائتمان الكربوني أو ائتمان الكربون مصطلحاً عاماً لأي شهادة أو تصريح تجاري يمثل الحق في انبعاث طن واحد من ثاني أكسيد الكربون أو كتلة غازات الدفيئة الأخرى مع مكافئ ثاني أكسيد الكربون والذي يعادل طن واحد من ثاني أكسيد الكربون.
والهدف من ذلك هو السماح لآليات السوق بقيادة العمليات الصناعية والتجارية في اتجاه النهج المنخفضة الانبعاثات أو أقل كثافة الكربون من تلك التي تستخدم عندما لا تكون هناك تكلفة لانبعاث ثاني أكسيد الكربون وغيره من غازات الدفيئة في الغلاف الجوي. وبما أن مشاريع التخفيف من انبعاثات غازات الدفيئة تولد ائتمانات، يمكن استخدام هذا النهج لتمويل مخططات خفض الكربون بين الشركاء التجاريين وحول العالم.